# Gare de Johor Bahru Sentral
La gare de Johor Bahru Sentral (ou JB Sentral) est une gare ferroviaire de Johor Bahru, en Malaisie. Important pôle d'échanges, elle accueille notamment une liaison directe avec Singapour.

## Histoire
La gare ouvre le 21 octobre 2010.

## Service des voyageurs
- Singapour